# أسرة موسعة

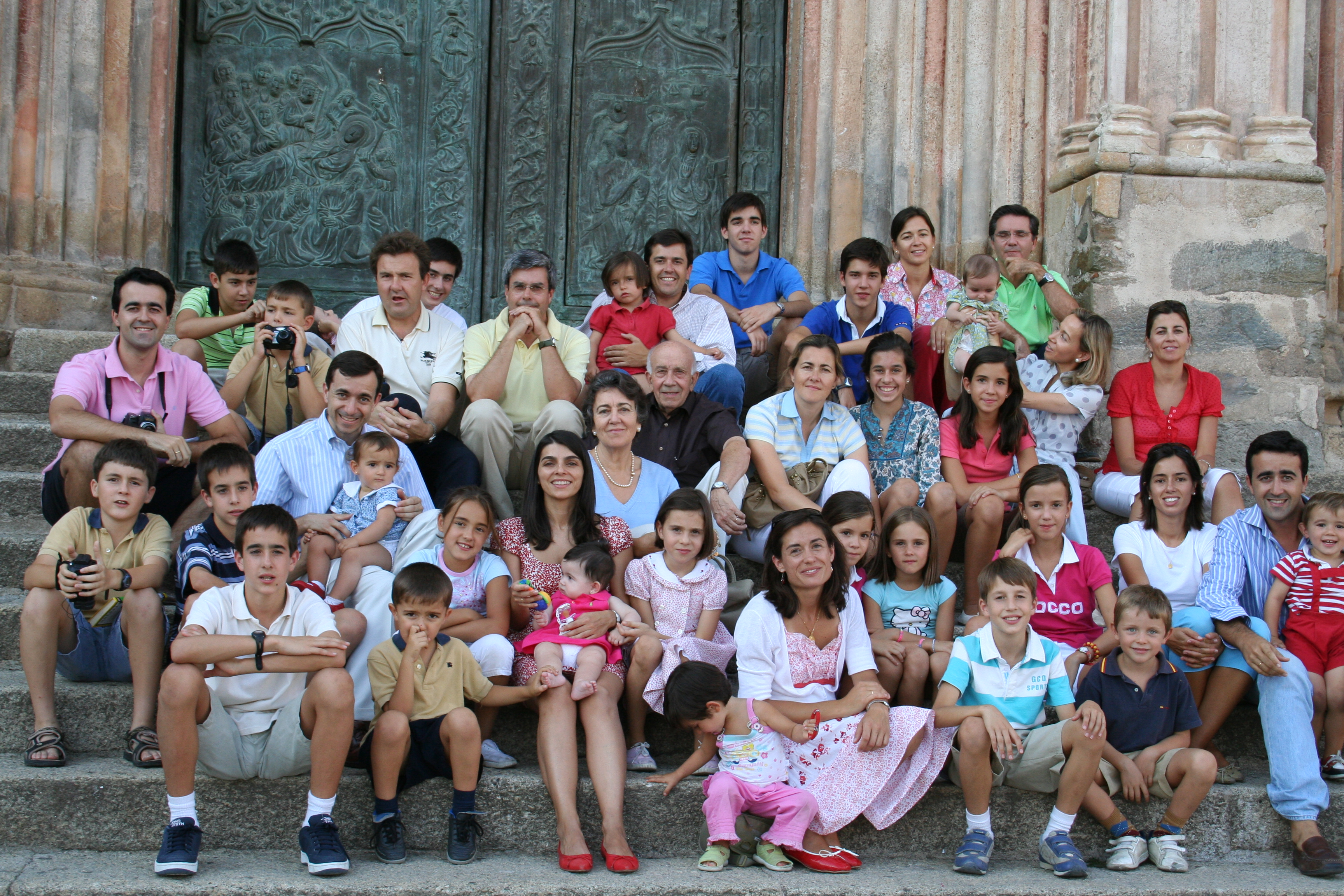
أسرة إسبانية موسعة

الأسر الممتدة مصطلح يحدد نوع الأسرة التي تمتد خارج الأسرة النواة (الأسرة الأولية) المكونة من الأجداد والعمات والأعمام وأبناء العم الذين يعيشون جميعًا بالقرب من بعض أو في منزلٍ واحد. وفي بعض الظروف، تعيش الأسرة الموسعة إما معًا أو في مكان أفراد الأسرة النواة؛ العائلة التي تعيش في مكان واحد بجوار الأقارب إضافة إلى العائلة النواة. على سبيل المثال الوالدان المسنان يتنقلون مع أبنائهم نتيجة لكبر سنهم. تُكلف هذه الأماكن القائمين على الرعاية مجموعة واسعة من المطالب، لا سيما مع الأقارب النساء اللاتي يخترن القيام بالواجبات تجاه أسرتهم الموسعة. ويسيطر نوع الأسرة النواة على الثقافات الغربية الحديثة، ويستخدم هذا المصطلح للإشارة عمومًا إلى الأجداد والأعمام والعمات وأبناء العم سواءً كانوا يعيشون مع بعض في المنزل ذاته أو غير ذلك. ومع ذلك فقد يشير أيضًا إلى وحدة الأسرة التي يعيش فيها عدة أجيال معًا في منزل واحد. بينما في بعض الثقافات يستخدم المصطلح كمرادف لـأسرة ذوي القربى.
في الأسر الموسعة غالبًا ما تعيش أسر الآباء وأطفالهم تحت سطح واحد. وغالبًا ما يشتمل نوع الأسرة المشتركة على أجيال متعددة. ومن ثقافة لأخرى قد يعطي تباين هذا المصطلح معاني مختلفة. على سبيل المثال في الهند الأسرة عبارة عن مجتمع يسير بـالنظام الأبوي، وغالبًا ما تعيش أسر الأبناء في المنزل ذاته.
يتقاسم الأفراد عبء العمل فيما بينهم في تكوين الأسرة المشتركة وفي كثير من الأحيان يكون التقاسم غير متساوٍ. وغالبًا ما يقتصر دور المرأة على أن تكون ربة المنزل وعادة ما يكون دورها في الطبخ والتنظيف والتنظيم لجميع أفراد الأسرة. ويضع رب الأسرة (غالبًا ما يكون أكبر الأفراد سنًا) القواعد ويفصل في النزاعات. ويراعي أفراد الأسرة الكبار الأطفال الرضع في حالة عمل الأم. وهم مسؤولون أيضًا عن تعليم الصغار لغتهم الأم وأخلاقهم وسلوكياتهم. وغالبًا ما يأخذ الأجداد الأدوار الرئيسة نتيجة لخبراتهم الكبيرة في كيفية تربية الأطفال والحفاظ على الأسرة. قالت إيمي جوير (Amy Goyer)، خبيرة قضايا الأجيال المتعددة (الرابطة الأمريكية للمتقاعدين) أن الأسرة الأكثر شيوعا بين الأجيال هي الأسرة الواحدة التي تعيش مع الجد ورب الأسرة وأولاده الكبار الذين انتقلوا بأطفالهم، وعادة ما يُحفز الترتيب على الجمع بين الموارد وتوفير المال بسبب احتياجات أحدهما أو كليهما. ويليها الأسرة التي انتقل فيها الجد مع أسرة ابنه، وعادة ما تكون لأسباب تقديم الرعاية. بينما لاحظت أن 2.5 مليون جد يقولون إنهم مسؤولون عن الاحتياجات الأساسية لأحفادهم الذين يعيشون معهم.
يحتوي المنزل في كثير من الأحيان على منطقة استقبال كبيرة ومطبخ عام. ولكل أسرة غرفة نوم خاصة بها. ويعتني أفراد الأسرة كل منهم بالآخر عندما يمرض أي فرد منهم.

## علم الاجتماع
وكثيرًا ما كان يفترض أن مشاركة مجموعات الأسرة الموسعة الأسرة الواحدة في التمتع بمزايا محددة، مثل الشعور الكبير بالأمن والانتماء بسبب مشاركة مجموعة أوسع من الأفراد لتمثل الموارد أثناء الأزمات، ونماذج أدوار أكثر للمساعدة في استمرار السلوك والقيم الثقافية المطلوبة. وجدير بالملاحظة أنه حتى في الثقافات التي من المتوقع أن يغادر فيها البالغون من بيوتهم بعد الزواج لتكوين أسرة نواة جديدة، غالبًا ما تمثل الأسرة الموسعة شبكة دعم مهمة تقدم مزايا مشابهة. لا سيما في مجتمعات الطبقة العاملة، يكبر الأطفال وعندهم الرغبة في تكوين أسرهم داخل المنطقة ذاتها تقريبًا مع الآباء والعمات والأعمام والأجداد. وغالبًا ما يميل أفراد الأسرة الموسعة هذه إلى المناسبات العائلية ويشعرون بالمسؤولية تجاه مساعدة ودعم بعضهم البعض في الجانب العاطفي والمالي على حد سواء.
بينما تعد الأسر المعاصرة عمومًا أكثر قدرة على التنقل مما كان في الماضي، واكتشف علماء الاجتماع أنه ليس من الضرورة أن يؤدي التنقل إلى تفكك شبكات الأسرة الموسعة. إضافة إلى المساعدات التكنولوجية مثل الإنترنت ومواقع الشبكات الاجتماعية مثل الفيس بوك تستخدم عادة للحفاظ على التواصل والروابط الأسرية هذه.
لا سيما في حالة الأسر التي ترعى أحد الوالدين، فقد تكون مفيدة لأفراد الأسرة الموسعة لمشاركة الأسرة الواحدة في تقاسم عبء نفقات اللقاء. وعلى الصعيد الآخر، فإن مشاركة الأسرة قد يبرز عيوب الاعتماد على أحجام وأعداد الأسر المشاركة، ولا سيما عندما تتحمل الأسرة قليلة العدد معظم المسؤولية لتغطية النفقات اللازمة للاحتياجات الأساسية للعائلة.

## حول العالم
في العديد من الثقافات مثل العديد من دول أوروبا الجنوبية وشرق أوروبا والآسيويين وشعوب الشرق الأوسط والأفارقة وسكان أمريكا اللاتينية وجزر المحيط الهادئ تعد الأسر الموسعة هي الوحدة الأساسية للأسرة. عمومًا تعد الثقافات القائمة على الأسرة الموسعة ثقافات جماعية.
حيث تتكون الأسرة من عدة أجيال يعيشون معًا، وعادة ما يقودهم الأكبر سنًا. وفي كثير من الأحيان، تتكون هذه الأسرة من الأجداد وأبنائهم وأسر أبنائهم.

### الأسرة المشتركة الهندوسية
تحتوي الأسرة المشتركة هندوسية وتدعى أيضًا «الأسرة الهندوسية غير المقسمة» [HUF] على جميع الأشخاص المنحدرة من سلالة واحدة، وتشمل زوجاتهم وبناتهم غير المتزوجات. وتتوقف عضوية البنت في أسرة أبيها في حالة الزواج وتصبح عضوة في أسرة زوجها. الأسرة المشتركة وغير المقسمة هي الحالة الطبيعية في المجتمع الهندوسي. وعادة ما تشترك الأسرة الهندوسية غير المقسمة ليس فقط في الممتلكات وإنما أيضًا في الغذاء والعبادة. ووجود الممتلكات المشتركة ليس من المتطلبات الأساسية لتكوين أسرة مشتركة. ومع ذلك فقد تشترك الأسرة غير المالكة لأي ممتلكات وعندما توجد ممتلكات مشتركة وتنفصل ممتلكات أفرادها فلا تُعد هذه الأسرة أسرة مشتركة. ولا يعد الانقطاع أثناء الطعام والعبادة انفصالاً. وتُنفذ الأسر الهندوسية المشتركة المشروعات في الهند بموجب القانون الهندوسي، حيث تقع المسؤولية الكاملة للمشروعات على أكبر الأفراد الذكور سنًا، وهو مدير الأسرة وربها ورئيس مشروع الأسرة الهندوسية غير المقسمة افتراضيًا. ويسمى «كارتا».

### الاتجاه الأخير في الولايات المتحدة الأمريكية
في المراحل المبكرة من القرن العشرين لم يكن من الشائع العثور على العديد من الأسر الموسعة مع ذويهم في أسرهم. وقد يرجع السبب في ذلك إلى أن الشباب في هذه الأوقات دائمًا ما ينتظرون لتكوين أنفسهم والبدء في تكوين الأسرة قبل الزواج وإتمام البيت. وإن متوسط العمر أصبح أكبر سنًا والبرامج مثل الضمان الاجتماعي يستفيد منها الأكبر سنًا، ويبدأ الكبار الآن عيش الماضي في الأجيال السابقة، مما يؤدي إلى مزج الأجيال مع بعضها. كل نتائج الدراسة التي أعدها مركز بيو للدراسات عام 2010 تقول إن 50 مليون تقريبًا (ما يقرب من واحد في كل ستة) أمريكي، بما في ذلك ارتفاع أعداد المسنين، يعيشون في الأسرة على الأقل مع جيلين كبيرين، وفي كثير من الأحيان ثلاثة أجيال. وقد أصبح اتجاهًا مستمرًا للأجيال الكبيرة في السن الانتقال والعيش مع أبنائهم، على أن أبناءهم يقدمون لهم الدعم والمساعدة في الحياة اليومية. وتُعد الأسباب الرئيسة المذكورة لهذا التحول هي زيادة البطالة وتراجع أسعار المساكن ووصول المهاجرين الجدد من دول آسيا وأمريكا الجنوبية. وقد تسبب زيادة عدد الأسر متعددة الأجيال في قضايا قانونية معقدة، مثل من في الأسرة له سلطة الموافقة على تفتيش الشرطة لمنزل الأسرة أو غرف النوم الخاصة.

### خلفية اقتصادية
قد أصبحت الخلفية الاقتصادية عاملاً بارزًا جدًا في إمكانية العيش في أسرة ممتدة. وتبدأ الكثير من الأسر التي تعيش في المناطق محدودة الدخل في التنقل مع بعضها البعض لتقديم الدعم المالي والعاطفي. وهذا هو الحرمان الاقتصادي النسبي للأقليات العرقية/العنصرية مما يؤدي إلى تضمين مستويات أعلى من الأسرة الموسعة. السود واللاتينيون أكثر عرضة لتقديم وتلقي المساعدات من ذويهم وذلك لأنهم في المقام الأول أقل مالاً وتعليمًا من البيض. وجود الأسرة التي يمكنك الاعتماد عليها في الأوقات الاقتصادية العصيبة أمر مهم جدًا ولا سيما إذا كان لديك أطفال. ويوفر العيش في الأسر الموسعة رعاية مستمرة للأطفال ودعمًا لأفراد الأسرة الآخرين أيضًا يقول تحليل الدراسة الاستقصائية القومية للأسر والعائلات أن هناك اختلافات بين البيض والمجموعات العرقية الأخرى بسبب الاختلافات الاقتصادية بين المجموعات العنصرية: السود واللاتينيون مواردهم الاقتصادية قليلة مما يسمح بالخصخصة التي تستلزمها الأسرة النواة. للقرابة الموسعة 7، ثم إستراتيجية البقاء على قيد الحياة في مواجهة التحديات الاقتصادية. أن تكون قادرًا على الاعتماد ليس على الأبوين فحسب بل الأجداد والعمات والأعمام والإخوة والأخوات كل ذلك يساعد في خلق نظام دعم سيعمل بدوره على تجميع الأسرة معًا. ويوفر العيش مع الأسرة الموسعة العديد من الأشياء التي لا تتوفر في الأسرة النواة.
بدأ ارتفاع الأسر متعددة الأجيال في الزيادة بثبات. ووفقًا للرابطة الأمريكية للمتقاعدين ازداد عدد الأسر متعددة الأجيال من 5 ملايين في عام 2000 إلى 6.2 ملايين في عام 2008. ويستمر هذا العدد في الزيادة بسبب الظروف الاقتصادية العصيبة التي تعاني منها الناس في هذه الأيام. «لا شك أن هناك بعض المجموعات العرقية التي نمت في أمريكا، وأكثر اتجاه سائد وتقليدي فيها هو الأسر متعددة الأجيال. ونحن في طريقنا لرؤية زيادة عدد السكان في العالم أيضًا،» كان هذا ما قاله جينزلر (Ginzler) من رابطة الأمريكية للمتقاعدين. بينما لعب ارتفاع معدلات البطالة وحبس الرهن العقاري للركود دورًا رئيسًا في هذا الاتجاه، وقال بول تايلور (Paul Taylor) نائب الرئيس التنفيذي لمركز بيو للدراسات والكاتب المشارك في دراسة الأسرة متعددة الأجيال التي أعدها المركز أنها قد تتزايد على مدى عدة عقود، وتُملأ عن طريق التنقلات الديموغرافية والثقافية مثل ارتفاع عدد المهاجرين وارتفاع متوسط العمر لزواج الشباب البالغين. أهمية الأسرة الموسعة قد لا يدركها العديد من الأشخاص، ولكن في وجود نظام دعم وأشكال مختلفة للدخل قد تساعد الناس اليوم بسبب صعوبات الحصول على وظيفة وكسب القدر الكافي من الأموال للمعيشة.

## الأسرة المعقدة
«الأسرة المعقدة» هو مصطلح عام لأي بنية عائلة تتضمن أكثر من اثنين بالغين. وقد يشير المصطلح إلى أي أسرة ممتدة أو إلى أي نوع من تعدد الزوجات. وفي كثير من الأحيان يستخدم للإشارة إلى الزواج الجماعي شكل من أشكال تعدد الزوجات.